# Syllabus

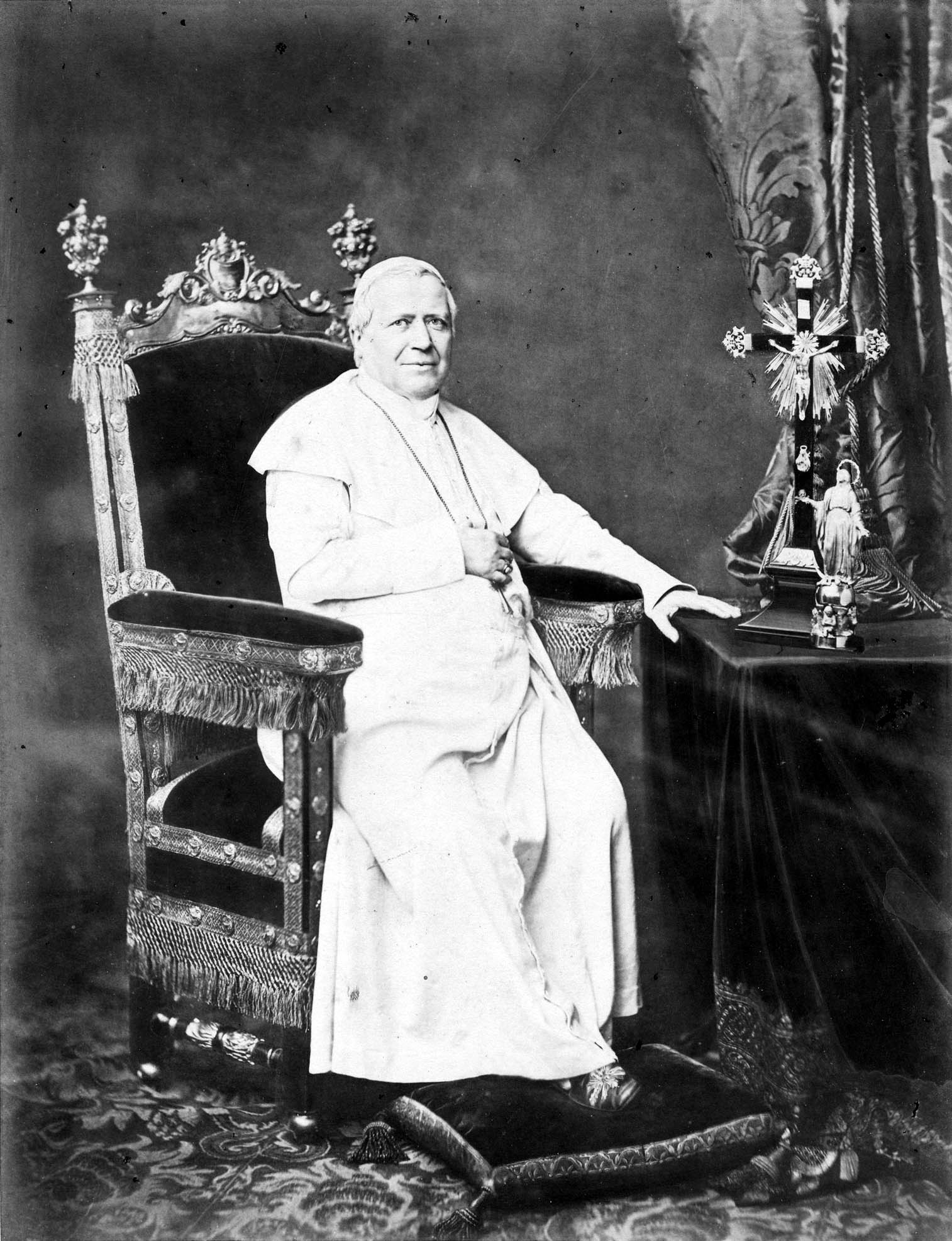
Pius IX.

Syllabus eller Syllabus Errorum (latin ’förteckning [över irrläror]’) är en uppräkning av åttio irrläror i tiden som påve Pius IX publicerade i sin encyklika Quanta cura den 8 december 1864.
Mot bakgrund av den ökande sekulariseringen fördömde påven bland annat panteism, liberalism, rationalism, indifferens, kommunism och åtskiljandet mellan kyrka och stat. Genom sina negativa formuleringar kom Syllabus att öka motsättningarna mellan katolska kyrkan och tidens kultur, något som bröts först genom Leo XIII:s encyklika Rerum novarum 1891.